# Danielle Steel
Danielle Steel (de fapt: Danielle Fernandes Schuelein-Steel) (n. 14 august 1947 în New York City) este o scriitoare americană.
Danielle, care are tată german și mamă portugheză, a copilărit în Franța și a studiat romanistica la New York. 

## Opere
1. Going Home (1973)
2. Passion's Promise (1977)
3. Now and Forever (1978)
4. The Promise (1978)
5. Season of Passion (1980)
6. Summer's End (1980)
7. The Ring (1980)
8. Palomino (1981)
9. To Love Again (1981)
10. Remembrance (1981)
11. Loving (1981)
12. Once in a Lifetime (1982)
13. Crossings (1982)
14. A Perfect Stranger (1983)
15. Thurston House (1983)
16. Changes (1983)
17. Full Circle (1984)
18. Family Album (1985)
19. Secrets (nov1985)
20. Wanderlust (1986)
21. Fine Things (1987)
22. Kaleidoscope (1987)
23. Zoya (1988)
24. Star (1989)
25. Daddy (1989)
26. Message from Nam (1990)
27. Heartbeat (1991)
28. No Greater Love (1991)
29. Jewels (1992)
30. Mixed Blessings (1992)
31. Vanished (1993)
32. Accident (1994)
33. The Gift (1994)
34. Wings (1994)
35. Lightning (1995)
36. Five Days in Paris (1995)
37. Malice (1996)
38. Silent Honor (1996)
39. The Ranch (1997)
40. Special Delivery (1997)
41. The Ghost (1997)
42. The Long Road Home (1998)
43. The Klone and I (1998)
44. His Bright Light (1998)
45. Mirror Image (1998)
46. Bittersweet (1999)
47. Granny Dan (1999)
48. Irresistible Forces (1999)
49. The Wedding (2000)
50. The House on Hope Street (2000)
51. Journey (2000)
52. Lone Eagle (2001)
53. Leap of Faith (2001)
54. The Kiss (2001)
55. The Cottage  (2002)
56. Sunset in St. Tropez (2002)
57. Answered Prayers (2002)
58. Dating Game (2003)
59. Johnny Angel (2003)
60. Safe Harbour (2003)
61. Ransom (2004)
62. Second Chance (2004)
63. Echoes (2004)
64. Impossible (2005)
65. Miracle (2005)
66. Toxic Bachelors (2005)
67. The House (2006)
68. Coming Out (2006)
69. Bungalow Two (2006)
70. H.R.H. (2006)
71. Sisters (2007)
72. Bungalow 2 (2007)
73. Amazing Grace (2007)
74. Honor Thyself (2008)
75. Rogue (2008)
76. A Good Woman (2008)
77. One Day at a Time (2009)
78. Matters Of The Heart (2009)
79. Southern Lights (2009)
80. Big Girl (2010)
81. Family Ties (2010)
82. Legacy　(2010)